# Los Valles
Los Valles är en ort i Mexiko.   Den ligger i kommunen Tijuana och delstaten Baja California, i den nordvästra delen av landet, 2 300 km nordväst om huvudstaden Mexico City. Los Valles ligger 331 meter över havet och antalet invånare är 3 135.
Terrängen runt Los Valles är kuperad åt sydost, men åt nordväst är den platt. Runt Los Valles är det tätbefolkat, med 913 invånare per kvadratkilometer. Närmaste större samhälle är Tijuana, 13,1 km norr om Los Valles. Omgivningarna runt Los Valles är i huvudsak ett öppet busklandskap.